# Diskurstheorie des Rechts
Die Diskurstheorie des Rechts stellt als eine moderne Rechtsphilosophie eine Anwendung der Annahmen, Regeln und Prinzipien der allgemeinen Diskurstheorie auf den Bereich des Rechtssystems dar. Sie ist ein Versuch, die Schwächen der autopoiesischen Systemtheorie zur Begründung moralischer und demokratischer Legitimität des geltenden Rechts zu überwinden.
Die Diskurstheorie stellt in der Annahme „richtigen“ Rechts auf dessen Entstehung durch ein bestimmtes Verfahren, den rationalen Diskurs, ab. Sie findet daher auch die Bezeichnung als prozedurale Rechtstheorie und ist materialen, das heißt natur- und vernunftrechtlichen, und formalen, in der Regel rechtspositivistischen, Gerechtigkeitstheorien gegenüber als eigenständiger Entwurf zu betrachten.
Sie wurde maßgeblich entwickelt von Jürgen Habermas und Robert Alexy.

## Allgemeine Diskurstheorie
Grundlegend für die Diskurstheorie in all ihren Ausformungen ist ein bestimmtes Verständnis von Sprache und Verständigung, wie es Habermas in seiner Theorie des kommunikativen Handelns entwickelt hat. Den Diskurs hat Habermas in frühen Schriften beschrieben. Charakterisiert ist er durch eine handlungsentlastete, zwangsfreie Äußerungssituation, in der mit den sprachlichen Mitteln der Alltagskommunikation Überprüfungen, Beratungen und letztlich auch Veränderungen vorgenommen werden können. Der Diskurs widmet sich dabei der Wahrheit einer Aussage, der Richtigkeit der dafür unterstellten Normen und der Wahrhaftigkeit der dabei Beteiligten.
Danach wird zwischen kommunikativem Handeln, in Form regelmäßig verständigungsorientierter Äußerungen, sogenannten Sprechakten, und strikt eigeninteressiertem „strategischen Handeln“ unterschieden. Nach diesem Verständnis verhält sich das strategische Handeln zum kommunikativen Handeln, das den Originalmodus des Sprechens darstellt, parasitär. Im kommunikativen Handeln erhebt ein Sprecher regelmäßig Geltungsansprüche, die je nach Aussage als solche der (propositionalen) Wahrheit, der (normativen) Richtigkeit und der (subjektiven) Wahrhaftigkeit erscheinen und auf das Einverständnis seines Gegenübers abzielen. Wird dieses Ziel verfehlt, wird also kein Einverständnis erreicht, so ist dies Ausgangspunkt für den Diskurs, der die einerseits erhobenen und andererseits kritisierten Geltungsansprüche problematisiert und als „Berufungsinstanz des kommunikativen Handelns“ fungiert.
Der Diskurs gewährleistet die Möglichkeit eines Konsenses durch die ihn konstituierenden Bedingungen, die unausweichlich, sprachnotwendig von jedem der Teilnehmer anerkannt werden. Sie wurden versuchsweise in „Diskursregeln“ formuliert und zielen auf die Herstellung einer „idealen Sprechsituation“ ab, in der nichts weiter herrscht als der „Zwang des besseren Arguments und das Motiv der kooperativen Wahrheitssuche“.

## Konsenstheorie der Wahrheit
Mit der Möglichkeit eines Konsenses unter dem Motiv der kooperativen Wahrheitssuche verbindet sich bei Habermas ein unter dem Stichwort „Konsensustheorie der Wahrheit“ ausgeführter Wahrheitsbegriff, dessen Kriterium für die Wahrheit einer Aussage „die potentielle Zustimmung aller anderen“ in einem herrschaftsfreien Diskurs ist. Wahrheit ist insofern intersubjektiver Konsens. In „Rekonstruktion von Teilen des klassischen Vernunftsrechts“ wird nicht mehr auf die Vernunft der einzelnen, sondern auf eine sich aus der idealen Sprechsituation heraus entfaltende „kommunikative Vernunft“ abgestellt.

## Normbegründung durch Diskurs
In Übertragung dieser Grundsätze auf das Gebiet des Rechts stellt sich Recht dann als wahr/richtig/gerecht dar, wenn es Ergebnis eines Legitimität erzeugenden Prozesses ist. Die Legitimität von Regeln bemisst sich „an der diskursiven Einlösbarkeit ihres normativen Geltungsanspruchs“, „letztlich daran, ob sie in einem rationalen Gesetzgebungsverfahren zustande gekommen sind - oder wenigstens unter pragmatischen, ethischen und moralischen Gesichtspunkten hätten gerechtfertigt werden können“.

## Juristischer Diskurs
Weil sich der juristische Diskurs, etwa im Rahmen richterlicher Entscheidungsfindung oder eines Gesetzgebungsverfahrens, nie herrschaftsfrei entfalten kann, sondern unter „einschränkenden Bedingungen wie Gesetz, Dogmatik und Präjudiz“ stattfindet, erfährt die Diskurstheorie in ihrer Anwendung auf den Bereich der Rechtsanwendung eine Modifikation, die ein (juristisches) Urteil (das immer auch eine Norm darstellt) auch unter den gegebenen Bedingungen rechtfertigt.
Diese Modifikation führt Alexy mit der „Sonderfallthese“ aus, wonach es beim juristischen Diskurs im Gegensatz zum allgemeinen Diskurs nur noch darum gehe, dass eine Entscheidung im Rahmen der geltenden Ordnung vernünftig begründet werden kann. Überprüft werden kann so die „Ehrlichkeit eines Versprechens“ (Fehlen von Einwandbehaftetheit) oder auch die „Angemessenheit einer Maxime“ (unfallbedingte Geschädigteninformation). Aber auch der „prognostische Gehalt“ einer Aussage kann überprüft werden, beispielsweise dahingehend, ob ein strafrechtlich Verurteilter in Zukunft spezialpräventiv keine solche Straftat mehr begehen wird. Es gelten dabei folgende Mindestvoraussetzungen für die Legitimität des Rechts: die „moralische“ Richtigkeit in einem institutionalisierten System der Rechte und seine Setzung in einem diskursiv ausgestalteten Verfahren der Gesetzgebung oder richterlicher Entscheidungsfindung.
Alexy vertritt seine These, dass das Recht ein Sonderfall des allgemein moralischen Diskurses sei, dergestalt, dass Habermas daran die Legitimität einer Rechtsnorm messen lassen will. Gleichzeitig betont Habermas, dass beim rechtlichen Diskurs Geduld aufzubringen sei, um den kantischen kategorischen Imperativ für das Rechtsleben neu beleben zu können. Dies vor dem Horizont, dass der Angeklagte Widerstände dahingehend entgegensetzen kann, als dass er lügt, materielles wie formelles Recht in Zweifel zieht oder alles verneint beziehungsweise nie seine Zustimmung erteilt.

## Gegenpositionen
Die Kritik der Diskurstheorie des Rechts fällt in zwei Teile, nämlich die Kritik ihrer Grundlage, der allgemeinen Diskurstheorie, sowie ihrer besonderen Voraussetzungen, wie sie sich auf eine Anwendung auf den Bereich des Rechts ergeben. Die Kritik unter dem Aspekt richtigen Rechts konzentriert sich dabei um die Frage, ob der Diskurstheorie eine ausreichende Begründung ihres Ausschließlichkeitsanspruches gelingt. Es wird bestritten, dass die Begründbarkeit der allgemeinen Diskursregeln/Argumentationsvoraussetzungen, wie sie Habermas und Alexy statuieren, wissenschaftlich plausibel sei.
Beide führen an erster Stelle das „Argument vom performativen Widerspruch“ an. Danach könne ein Sprecher die Voraussetzungen, die oben als sprachnotwendig bezeichnet wurden, nicht bestreiten, ohne damit mit sich selbst in Widerspruch zu geraten, da er sie durch seine Äußerung implizit selbst anerkenne. Dieser Satz sei jedoch logisch zirkulär, und daher nicht zur Begründung bestimmter Diskursregeln geeignet, weil er die benannten Voraussetzungen gleichzeitig voraussetzt und zum Ergebnis haben will.
Auch der Versuch Alexys, die Diskursregeln außerdem durch eine Analyse des Sprechakts des Behauptens zu begründen, bliebe ebenfalls erfolglos, weil das „Behaupten“ an sich einen historisch konkreten und in seinen Voraussetzungen kontingenten Sprechakt darstelle; dies lasse eine Verallgemeinerung nicht zu.
Für den Bereich der Diskurstheorie des Rechts finden sich vor allem bei der proklamierten Mindestvoraussetzungen für die Legitimität des Rechts Kritikpunkte. Der Anspruch der moralischen Richtigkeit sei nicht einlösbar, weil er jedenfalls eine objektivistische Gerechtigkeitsauffassung voraussetze. Die Begründung eines Systems der Rechte, das im Bereich subjektiver Freiheitsrechte (in der Regel negativer Freiheiten) die Funktion der (hin und wieder menschennotwendigen) Befreiung des einzelnen von den Verpflichtungen des kommunikativen Handelns erfülle, widerspreche der Feststellung, dass eine Gesellschaft allein durch kommunikatives Handeln sozial integriert werden könne. Danach müsste dieser Bereich konsequenterweise möglichst gering gehalten werden.
Die Feststellung, dass es einer ausschnittsweisen Befreiung der Menschen aus den Verpflichtungen kommunikativen Handelns bedürfe, da jene diesen real nur ungenügend entsprechen könnten, ist bedeutsam für die Beurteilung des Anspruchs eines diskursiven Rechtsetzungsverfahrens, da unter ihrer Prämisse nicht erweisbar sei, dass die Akteure auch eine verständigungsorientierte Haltung einnähmen. Wenn das Recht als sekundärer Integrationsmechanismus benötigt werde, um Menschen in ihrer Aufgabe der sozialen Integration zu entlasten, könne die Bereitschaft zum kommunikativen Handeln für seine Setzung eben nicht zur Bedingung gemacht werden.
Schließlich sei der in der Diskurstheorie des Rechts getroffene Verzicht auf das Einstimmigkeitserfordernis im Gesetzgebungsverfahren im Ergebnis nicht mit dem Demokratieprinzip in Form des Konsensprinzips zu vereinbaren.